# Quatrième district congressionnel du Wisconsin
Le 4e district congressionnel du Wisconsin est un district du Wisconsin, englobant une partie du Comté de Milwaukee et comprenant presque toute la ville de Milwaukee (à l'exception des fragments de la ville des comtés de Waukesha et de Washington), ainsi que ses banlieues ouvrières de Cudahy, St. Francis, South Milwaukee et West Milwaukee. Un récent redécoupage a ajouté les communautés de Glendale, Shorewood, Whitefish Bay, Fox Point, Bayside et Brown Deer au district. Il est actuellement représenté par la Démocrate Gwen Moore.
Avec un indice CPVI de D+25, c'est le district le plus démocrate du Wisconsin. John Kerry a remporté 69 % des voix ici en 2004. Barack Obama a également remporté la circonscription en 2008, par une marge de trois contre un sur John McCain, avec 75,39 % des voix contre 23,61 % pour McCain.
Avant le recensement de 2000, le 4e couvrait une grande partie du sud de Milwaukee et s'étendait jusqu'à l'est du Comté de Waukesha. Après que le Wisconsin a perdu un district lors du recensement de 2000, le 4e a été réduit à un district du Comté de Milwaukee.

## Géographie
| #  | Comté     | Siège     | Population |
| -- | --------- | --------- | ---------- |
| 79 | Milwaukee | Milwaukee | 928 059    |

Comté de Milwaukee
Bayside, Brown Deer, Fox Point, Glendale, Milwaukee, River Hills, Shorewood, Wauwatosa, West Allis (à moitié), West Milwaukee et Whitefish Bay.

## Historique de vote
| Année | Poste     | Résultats               |
| ----- | --------- | ----------------------- |
| 2000  | Président | Bush 51,0 % – 45,0 %    |
| 2004  | Président | Kerry 70,0 % – 30,0 %   |
| 2008  | Président | Obama 75,0 % – 24,0 %   |
| 2012  | Président | Obama 75,0 % – 24,0 %   |
| 2016  | Président | Clinton 73,0 % – 22,0 % |
| 2020  | Président | Biden 76,0 % – 22,0 %   |

## Liste des Représentants du district
| Membre                         | Parti            | Années                          | Congrès     | Histoire électorale | Zone géographique |
| ------------------------------ | ---------------- | ------------------------------- | ----------- | --- | --- |
| District établi le 4 mars 1863 |                  |                                 |             | | |
| Charles A. Eldredge (en)       | Démocrate        | 4 mars 1863 - 3 mars 1873       | 38e - 42e   | Élu en 1862. Réélu en 1864. Réélu en 1866. Réélu en 1868. Réélu en 1870. Redécoupage vers le 5e district. | Dodge, Fond du Lac, Ozaukee, Sheboygan et Washington |
| Alexander Mitchell (en)        | Démocrate        | 4 mars 1873 - 3 mars 1875       | 43e         | Redécoupage depuis le 1er district et réélu en 1872. Retrait. | Milwaukee, Ozaukee et Washington |
| William Pitt Lynde (en)        | Démocrate        | 4 mars 1875 - 3 mars 1879       | 44e , 45e   | Élu en 1874. Réélu en 1876. Retrait. | Milwaukee, Ozaukee et Washington |
| Peter V. Deuster (en)          | Démocrate        | 4 mars 1879 - 3 mars 1885       | 46e - 48e   | Élu en 1878. Réélu en 1880. Réélu en 1882. Perd sa réélection. | Milwaukee, Ozaukee et Washington |
| Peter V. Deuster (en)          | Démocrate        | 4 mars 1879 - 3 mars 1885       | 46e - 48e   | Élu en 1878. Réélu en 1880. Réélu en 1882. Perd sa réélection. | Milwaukee |
| Isaac W. Van Schaick (en)      | Républicain      | 4 mars 1885 - 3 mars 1887       | 49e         | Élu en 1884. Retrait. | |
| Henry Smith (en)               | Union Labor (en) | 4 mars 1887 - 3 mars 1889       | 50e         | Élu en 1886. Perd sa réélection. | |
| Isaac W. Van Schaick (en)      | Républicain      | 4 mars 1889 - 3 mars 1891       | 51e         | Élu en 1888. Retrait pour se présenter comme Sénateur d'État. | |
| John L. Mitchell (en)          | Démocrate        | 4 mars 1891 - 3 mars 1893       | 52e         | Élu en 1890. Réélu en 1892 mais démissionne lorsqu'élu Sénateur des États-Unis. | |
| Vacant                         | Vacant           | 3 mars 1893 - 27 août 1893      | 53e         | | Villes de Franklin, Greenfield, Lake, Oak Creek et Milwaukee (quartiers 1 à 9, 11, 12 et 14 à 18) |
| Peter J. Somers (en)           | Démocrate        | 27 août 1893 - 3 mars 1895      | 53e         | Élu pour terminer le mandat de Mitchell. Retrait. | Villes de Franklin, Greenfield, Lake, Oak Creek et Milwaukee (quartiers 1 à 9, 11, 12 et 14 à 18) |
| Theobald Otjen (en)            | Républicain      | 4 mars 1895 - 3 mars 1907       | 54e - 59e   | Élu en 1894. Réélu en 1896. Réélu en 1898. Réélu en 1900. Réélu en 1902. Réélu en 1904. Perd sa renominatino. | Villes de Franklin, Greenfield, Lake, Oak Creek et Milwaukee (quartiers 1 à 9, 11, 12 et 14 à 18) |
| Theobald Otjen (en)            | Républicain      | 4 mars 1895 - 3 mars 1907       | 54e - 59e   | Élu en 1894. Réélu en 1896. Réélu en 1898. Réélu en 1900. Réélu en 1902. Réélu en 1904. Perd sa renominatino. | Villes de Franklin, Greenfield, Lake, Oak Creek, Wauwatosa, Cudahy, South Milwaukee et Milwaukee (quartiers 2 à 5, 7, 8, 11, 12, 14 à 17, 23 de Milwaukee) |
| William J. Cary (en)           | Républicain      | 4 mars 1907 - 3 mars 1919       | 60e - 65e   | Élu en 1906. Réélu en 1908. Réélu en 1910. Réélu en 1912. Réélu en 1914. Réélu en 1916. Perd sa renomination. | |
| William J. Cary (en)           | Républicain      | 4 mars 1907 - 3 mars 1919       | 60e - 65e   | Élu en 1906. Réélu en 1908. Réélu en 1910. Réélu en 1912. Réélu en 1914. Réélu en 1916. Perd sa renomination. | Villes de Franklin, Greenfield, Lake, Oak Creek, Wauwotosa, Cudahy, West Milwaukee, South Milwaukee, West Alis et Milwaukee (quartiers 3 à 5, 11, 12, 14, 16, 17, 23 et 24) |
| John C. Kleczka (en)           | Républicain      | 4 mars 1919 - 3 mars 1923       | 66e , 67e   | Élu en 1918. Réélu en 1920. Retrait. | |
| John C. Schafer (en)           | Républicain      | 4 mars 1923 - 3 mars 1933       | 68e - 72e   | Élu en 1922. Réélu en 1924. Réélu en 1926. Réélu en 1928. Réélu en 1930. Perd sa réélection. | |
| Raymond Joseph Cannon (en)     | Démocrate        | 4 mars 1933 - 3 janvier 1939    | 73e - 75e   | Élu en 1932. Réélu en 1934. Réélu en 1936. Perd sa renomination et perd sa réélection en tant qu'Indépendant. | Ville de Franklin, Greenfield, Lake, Oak Creek, Wauwatosa, West Milwaukee, Cudahy, South Milwaukee, West Allis et Milwaukee (quartiers 3 à 5, 8, 11, 12, 14, 16, 17, 23, 24 et 27) |
| John C. Schafer (en)           | Républicain      | 3 janvier 1939 - 3 janvier 1941 | 76e         | Élu en 1938. Perd sa réélection. | Ville de Franklin, Greenfield, Lake, Oak Creek, Wauwatosa, West Milwaukee, Cudahy, South Milwaukee, West Allis et Milwaukee (quartiers 3 à 5, 8, 11, 12, 14, 16, 17, 23, 24 et 27) |
| Thad F. Wasielewski (en)       | Démocrate        | 3 janvier 1941 - 3 janvier 1947 | 77e - 79e   | Élu en 1940. Réélu en 1942. Réélu en 1944. Perd sa renomination et perd sa réélection en tant qu'Indépendant. | Ville de Franklin, Greenfield, Lake, Oak Creek, Wauwatosa, West Milwaukee, Cudahy, South Milwaukee, West Allis et Milwaukee (quartiers 3 à 5, 8, 11, 12, 14, 16, 17, 23, 24 et 27) |
| John C. Brophy (en)            | Républicain      | 3 janvier 1947 - 3 janvier 1949 | 80e         | Élu en 1946. Perd sa réélection. | Ville de Franklin, Greenfield, Lake, Oak Creek, Wauwatosa, West Milwaukee, Cudahy, South Milwaukee, West Allis et Milwaukee (quartiers 3 à 5, 8, 11, 12, 14, 16, 17, 23, 24 et 27) |
| Clement J. Zablocki (en)       | Démocrate        | 3 janvier 1949 - 3 janvier 1983 | 81e - 98e   | Élu en 1948. Réélu en 1950. Réélu en 1952. Réélu en 1954. Réélu en 1956. Réélu en 1958. Réélu en 1960. Réélu en 1962. Réélu en 1964. Réélu en 1966. Réélu en 1968. Réélu en 1970. Réélu en 1972. Réélu en 1974. Réélu en 1976. Réélu en 1978. Réélu en 1980. Réélu en 1982. Décès. | Ville de Franklin, Greenfield, Lake, Oak Creek, Wauwatosa, West Milwaukee, Cudahy, South Milwaukee, West Allis et Milwaukee (quartiers 3 à 5, 8, 11, 12, 14, 16, 17, 23, 24 et 27) |
| Clement J. Zablocki (en)       | Démocrate        | 3 janvier 1949 - 3 janvier 1983 | 81e - 98e   | Élu en 1948. Réélu en 1950. Réélu en 1952. Réélu en 1954. Réélu en 1956. Réélu en 1958. Réélu en 1960. Réélu en 1962. Réélu en 1964. Réélu en 1966. Réélu en 1968. Réélu en 1970. Réélu en 1972. Réélu en 1974. Réélu en 1976. Réélu en 1978. Réélu en 1980. Réélu en 1982. Décès. | Greendale, Hales Corners, West Milwaukee, Cudahy, Franklin, Greenfield, Oak Creek, St. Francis, South Milwaukee, West Allis et les parties de la Milwaukee au sud de la Monomonee River |
| Clement J. Zablocki (en)       | Démocrate        | 3 janvier 1949 - 3 janvier 1983 | 81e - 98e   | Élu en 1948. Réélu en 1950. Réélu en 1952. Réélu en 1954. Réélu en 1956. Réélu en 1958. Réélu en 1960. Réélu en 1962. Réélu en 1964. Réélu en 1966. Réélu en 1968. Réélu en 1970. Réélu en 1972. Réélu en 1974. Réélu en 1976. Réélu en 1978. Réélu en 1980. Réélu en 1982. Décès. | Villes de Greendale, Hales Cornes, West Milwaukee, Cudahy, Franklin, Greenfield, Oak Creek, St. Francis, South Milwaukee, Wauwatosa, West Allis et les parties de Milwaukee au sud de l'Avenue St. Paul et à l'est de la 39e Rue |
| Clement J. Zablocki (en)       | Démocrate        | 3 janvier 1949 - 3 janvier 1983 | 81e - 98e   | Élu en 1948. Réélu en 1950. Réélu en 1952. Réélu en 1954. Réélu en 1956. Réélu en 1958. Réélu en 1960. Réélu en 1962. Réélu en 1964. Réélu en 1966. Réélu en 1968. Réélu en 1970. Réélu en 1972. Réélu en 1974. Réélu en 1976. Réélu en 1978. Réélu en 1980. Réélu en 1982. Décès. | Milwaukee (Greendale, Hales Corners, West Milwaukee, Cudahy, Franklin, Greenfield, Oak Creek, St. Francis, South Milwaukee, West Allis et la parties de la ville de Milwaukee au sud de la ligne s'étendant du point d'intersection de la I-94 avec les limites ouest de la ville, en suivant la I-94 vers l'est jusqu'au point d'intersection avec la Menomonee River, puis en suivant la rivière vers l'est jusqu'au point là où il croise la rivière Milwaukee, puis au nord jusqu'à E. Juneau Avenue, est vers N. Van Buren Street, sud vers E. State Street, est 1 bloc, sud 1 bloc, et est sur E. Kilbourn Avenue vers le lac |
| Vacant                         | Vacant           | 3 décembre 1983 - 3 avril 1984  | 98e         | | |
| Jerry Kleczka (en)             | Démocrate        | 3 avril 1984 - 3 janvier 2005   | 98e - 108e  | Élu pour terminer le mandat de Zablocki. Réélu en 1984. Réélu en 1986. Réélu en 1988. Réélu en 1990. Réélu en 1992. Réélu en 1994. Réélu en 1996. Réélu en 1998. Réélu en 2000. Réélu en 2002. Retrait.                                                                            | |
| Jerry Kleczka (en)             | Démocrate        | 3 avril 1984 - 3 janvier 2005   | 98e - 108e  | Élu pour terminer le mandat de Zablocki. Réélu en 1984. Réélu en 1986. Réélu en 1988. Réélu en 1990. Réélu en 1992. Réélu en 1994. Réélu en 1996. Réélu en 1998. Réélu en 2000. Réélu en 2002. Retrait.                                                                            | 1993–2003 |
| Jerry Kleczka (en)             | Démocrate        | 3 avril 1984 - 3 janvier 2005   | 98e - 108e  | Élu pour terminer le mandat de Zablocki. Réélu en 1984. Réélu en 1986. Réélu en 1988. Réélu en 1990. Réélu en 1992. Réélu en 1994. Réélu en 1996. Réélu en 1998. Réélu en 2000. Réélu en 2002. Retrait.                                                                            | 2003–2013 |
| Gwen Moore                     | Démocrate        | 3 janvier 2005 - Présent        | 109e - 118e | Élue en 2004. Réélu en 2006. Réélu en 2008. Réélu en 2010. Réélu en 2012. Réélu en 2014. Réélu en 2016. Réélu en 2018. Réélu en 2020. Réélu en 2022. | |
| Gwen Moore                     | Démocrate        | 3 janvier 2005 - Présent        | 109e - 118e | Élue en 2004. Réélu en 2006. Réélu en 2008. Réélu en 2010. Réélu en 2012. Réélu en 2014. Réélu en 2016. Réélu en 2018. Réélu en 2020. Réélu en 2022. | 2013–2023 |
| Gwen Moore                     | Démocrate        | 3 janvier 2005 - Présent        | 109e - 118e | Élue en 2004. Réélu en 2006. Réélu en 2008. Réélu en 2010. Réélu en 2012. Réélu en 2014. Réélu en 2016. Réélu en 2018. Réélu en 2020. Réélu en 2022. | 2023–Présent |

## Résultats des récentes élections
Voici les résultats des dix précédents cycles électoraux dans le district.

### 2004
| Élection de 2004 du 4e district congressionnel du Wisconsin | Élection de 2004 du 4e district congressionnel du Wisconsin | Élection de 2004 du 4e district congressionnel du Wisconsin | Élection de 2004 du 4e district congressionnel du Wisconsin | Élection de 2004 du 4e district congressionnel du Wisconsin |
| ----------------------------------------------------------- | ----------------------------------------------------------- | ----------------------------------------------------------- | ----------------------------------------------------------- | ----------------------------------------------------------- |
| Parti                                                       | Parti                                                       | Candidat                                                    | Votes                                                       | %                                                           |
|                                                             | Démocrate                                                   | Gwen Moore                                                  | 212 382                                                     | 69,6                                                        |
|                                                             | Républicain                                                 | Gerald H. Boyle                                             | 85 928                                                      | 28,2                                                        |
|                                                             | Indépendant                                                 | Tim Johnson                                                 | 3 733                                                       | 1,2                                                         |
|                                                             | Indépendant                                                 | Robert R. Raymond                                           | 1 861                                                       | 0,6                                                         |
|                                                             | Constitution                                                | Colin Hudson                                                | 897                                                         | 0,3                                                         |
|                                                             | Libertarien                                                 | Rob Petsche                                                 | 4 087                                                       | 1,94                                                        |
|                                                             | Autres                                                      | Autres                                                      | 341                                                         | 0,1                                                         |
| Total des votes                                             | Total des votes                                             | Total des votes                                             | 305 142                                                     | 100 %                                                       |
|                                                             | Les Démocrates conservent                                   |                                                             |                                                             |                                                             |

### 2006
| Élection de 2006 du 4e district congressionnel du Wisconsin | Élection de 2006 du 4e district congressionnel du Wisconsin | Élection de 2006 du 4e district congressionnel du Wisconsin | Élection de 2006 du 4e district congressionnel du Wisconsin | Élection de 2006 du 4e district congressionnel du Wisconsin |
| ----------------------------------------------------------- | ----------------------------------------------------------- | ----------------------------------------------------------- | ----------------------------------------------------------- | ----------------------------------------------------------- |
| Parti                                                       | Parti                                                       | Candidat                                                    | Votes                                                       | %                                                           |
|                                                             | Démocrate                                                   | Gwen Moore (sortante)                                       | 136 735                                                     | 71,3                                                        |
|                                                             | Républicain                                                 | Perfecto Rivera                                             | 54 486                                                      | 28,4                                                        |
|                                                             | Autres                                                      | Autres                                                      | 521                                                         | 0,3                                                         |
| Total des votes                                             | Total des votes                                             | Total des votes                                             | 191 742                                                     | 100 %                                                       |
|                                                             | Les Démocrates conservent                                   |                                                             |                                                             |                                                             |

### 2008
| Élection de 2008 du 4e district congressionnel du Wisconsin | Élection de 2008 du 4e district congressionnel du Wisconsin | Élection de 2008 du 4e district congressionnel du Wisconsin | Élection de 2008 du 4e district congressionnel du Wisconsin | Élection de 2008 du 4e district congressionnel du Wisconsin |
| ----------------------------------------------------------- | ----------------------------------------------------------- | ----------------------------------------------------------- | ----------------------------------------------------------- | ----------------------------------------------------------- |
| Parti                                                       | Parti                                                       | Candidat                                                    | Votes                                                       | %                                                           |
|                                                             | Démocrate                                                   | Gwen Moore (sortante)                                       | 222 728                                                     | 87,6                                                        |
|                                                             | Indépendant                                                 | Michael D. LaForest                                         | 29 282                                                      | 11,5                                                        |
|                                                             | Autres                                                      | Autres                                                      | 2 169                                                       | 0,9                                                         |
| Total des votes                                             | Total des votes                                             | Total des votes                                             | 254 179                                                     | 100 %                                                       |
|                                                             | Les Démocrates conservent                                   |                                                             |                                                             |                                                             |

### 2010
| Élection de 2010 du 4e district congressionnel du Wisconsin | Élection de 2010 du 4e district congressionnel du Wisconsin | Élection de 2010 du 4e district congressionnel du Wisconsin | Élection de 2010 du 4e district congressionnel du Wisconsin | Élection de 2010 du 4e district congressionnel du Wisconsin |
| ----------------------------------------------------------- | ----------------------------------------------------------- | ----------------------------------------------------------- | ----------------------------------------------------------- | ----------------------------------------------------------- |
| Parti                                                       | Parti                                                       | Candidat                                                    | Votes                                                       | %                                                           |
|                                                             | Démocrate                                                   | Gwen Moore (sortante)                                       | 143 559                                                     | 69,0                                                        |
|                                                             | Républicain                                                 | Dan Sebring                                                 | 61 543                                                      | 29,6                                                        |
|                                                             | Indépendant                                                 | Eddie Ahmad Ayyash                                          | 2 802                                                       | 1,3                                                         |
|                                                             | Autres                                                      | Autres                                                      | 199                                                         | 0,1                                                         |
| Total des votes                                             | Total des votes                                             | Total des votes                                             | 208 103                                                     | 100 %                                                       |
|                                                             | Les Démocrates conservent                                   |                                                             |                                                             |                                                             |

### 2012
| Élection de 2012 du 4e district congressionnel du Wisconsin | Élection de 2012 du 4e district congressionnel du Wisconsin | Élection de 2012 du 4e district congressionnel du Wisconsin | Élection de 2012 du 4e district congressionnel du Wisconsin | Élection de 2012 du 4e district congressionnel du Wisconsin |
| ----------------------------------------------------------- | ----------------------------------------------------------- | ----------------------------------------------------------- | ----------------------------------------------------------- | ----------------------------------------------------------- |
| Parti                                                       | Parti                                                       | Candidat                                                    | Votes                                                       | %                                                           |
|                                                             | Démocrate                                                   | Gwen Moore (sortante)                                       | 235 257                                                     | 72,2                                                        |
|                                                             | Républicain                                                 | Dan Sebring                                                 | 80 787                                                      | 24,8                                                        |
|                                                             | Indépendant                                                 | Robert Raymond                                              | 9 277                                                       | 2,8                                                         |
|                                                             | Autres                                                      | Autres                                                      | 467                                                         | 0,1                                                         |
| Total des votes                                             | Total des votes                                             | Total des votes                                             | 325 788                                                     | 100 %                                                       |
|                                                             | Les Démocrates conservent                                   |                                                             |                                                             |                                                             |

### 2014
| Élection de 2014 du 4e district congressionnel du Wisconsin | Élection de 2014 du 4e district congressionnel du Wisconsin | Élection de 2014 du 4e district congressionnel du Wisconsin | Élection de 2014 du 4e district congressionnel du Wisconsin | Élection de 2014 du 4e district congressionnel du Wisconsin |
| ----------------------------------------------------------- | ----------------------------------------------------------- | ----------------------------------------------------------- | ----------------------------------------------------------- | ----------------------------------------------------------- |
| Parti                                                       | Parti                                                       | Candidat                                                    | Votes                                                       | %                                                           |
|                                                             | Démocrate                                                   | Gwen Moore (sortante)                                       | 179 045                                                     | 70,2                                                        |
|                                                             | Républicain                                                 | Dan Sebring                                                 | 68 490                                                      | 26,9                                                        |
|                                                             | Indépendant                                                 | Robert Raymond                                              | 7 002                                                       | 2,7                                                         |
|                                                             | Autres                                                      | Autres                                                      | 355                                                         | 0,1                                                         |
| Total des votes                                             | Total des votes                                             | Total des votes                                             | 254 892                                                     | 100 %                                                       |
|                                                             | Les Démocrates conservent                                   |                                                             |                                                             |                                                             |

### 2016
| Élection de 2016 du 4e district congressionnel du Wisconsin | Élection de 2016 du 4e district congressionnel du Wisconsin | Élection de 2016 du 4e district congressionnel du Wisconsin | Élection de 2016 du 4e district congressionnel du Wisconsin | Élection de 2016 du 4e district congressionnel du Wisconsin |
| ----------------------------------------------------------- | ----------------------------------------------------------- | ----------------------------------------------------------- | ----------------------------------------------------------- | ----------------------------------------------------------- |
| Parti                                                       | Parti                                                       | Candidat                                                    | Votes                                                       | %                                                           |
|                                                             | Démocrate                                                   | Gwen Moore (sortante)                                       | 220 181                                                     | 77,0                                                        |
|                                                             | Indépendant                                                 | Robert Raymond                                              | 33 494                                                      | 11,7                                                        |
|                                                             | Libertarien                                                 | Rob Petsche                                                 | 32 183                                                      | 11,3                                                        |
| Total des votes                                             | Total des votes                                             | Total des votes                                             | 285 858                                                     | 100 %                                                       |
|                                                             | Les Démocrates conservent                                   |                                                             |                                                             |                                                             |

### 2018
| Élection de 2018 du 4e district congressionnel du Wisconsin | Élection de 2018 du 4e district congressionnel du Wisconsin | Élection de 2018 du 4e district congressionnel du Wisconsin | Élection de 2018 du 4e district congressionnel du Wisconsin | Élection de 2018 du 4e district congressionnel du Wisconsin |
| ----------------------------------------------------------- | ----------------------------------------------------------- | ----------------------------------------------------------- | ----------------------------------------------------------- | ----------------------------------------------------------- |
| Parti                                                       | Parti                                                       | Candidat                                                    | Votes                                                       | %                                                           |
|                                                             | Démocrate                                                   | Gwen Moore (sortante)                                       | 206 487                                                     | 75,7                                                        |
|                                                             | Républicain                                                 | Tim Rogers                                                  | 59 091                                                      | 21,7                                                        |
|                                                             | Indépendant                                                 | Robert Raymond                                              | 7 170                                                       | 2,6                                                         |
| Total des votes                                             | Total des votes                                             | Total des votes                                             | 272 748                                                     | 100 %                                                       |
|                                                             | Les Démocrates conservent                                   |                                                             |                                                             |                                                             |

### 2020
| Élection de 2020 du 4e district congressionnel du Wisconsin | Élection de 2020 du 4e district congressionnel du Wisconsin | Élection de 2020 du 4e district congressionnel du Wisconsin | Élection de 2020 du 4e district congressionnel du Wisconsin | Élection de 2020 du 4e district congressionnel du Wisconsin |
| ----------------------------------------------------------- | ----------------------------------------------------------- | ----------------------------------------------------------- | ----------------------------------------------------------- | ----------------------------------------------------------- |
| Parti                                                       | Parti                                                       | Candidat                                                    | Votes                                                       | %                                                           |
|                                                             | Démocrate                                                   | Gwen Moore (sortante)                                       | 232 668                                                     | 74,6                                                        |
|                                                             | Républicain                                                 | Tim Rogers                                                  | 70 769                                                      | 22,7                                                        |
|                                                             | Indépendant                                                 | Robert Raymond                                              | 7 911                                                       | 2,5                                                         |
|                                                             | Write-In                                                    | Write-In                                                    | 349                                                         | 0,1                                                         |
| Total des votes                                             | Total des votes                                             | Total des votes                                             | 311 697                                                     | 100 %                                                       |
|                                                             | Les Démocrates conservent                                   |                                                             |                                                             |                                                             |

### 2022
| Primaire démocrate de 2022 du 4e district congressionnel du Wisconsin | Primaire démocrate de 2022 du 4e district congressionnel du Wisconsin | Primaire démocrate de 2022 du 4e district congressionnel du Wisconsin | Primaire démocrate de 2022 du 4e district congressionnel du Wisconsin | Primaire démocrate de 2022 du 4e district congressionnel du Wisconsin |
| --------------------------------------------------------------------- | --------------------------------------------------------------------- | --------------------------------------------------------------------- | --------------------------------------------------------------------- | --------------------------------------------------------------------- |
| Parti                                                                 | Parti                                                                 | Candidat                                                              | Votes                                                                 | %                                                                     |
|                                                                       | Démocrate                                                             | Gwen Moore (sortante)                                                 | 72 845                                                                | 100 %                                                                 |

| Primaire républicaine de 2022 du 4e district congressionnel du Wisconsin | Primaire républicaine de 2022 du 4e district congressionnel du Wisconsin | Primaire républicaine de 2022 du 4e district congressionnel du Wisconsin | Primaire républicaine de 2022 du 4e district congressionnel du Wisconsin | Primaire républicaine de 2022 du 4e district congressionnel du Wisconsin |
| ------------------------------------------------------------------------ | ------------------------------------------------------------------------ | ------------------------------------------------------------------------ | ------------------------------------------------------------------------ | ------------------------------------------------------------------------ |
| Parti                                                                    | Parti                                                                    | Candidat                                                                 | Votes                                                                    | %                                                                        |
|                                                                          | Républicain                                                              | Tim Rogers                                                               | 16 528                                                                   | 74,3                                                                     |
|                                                                          | Républicain                                                              | Travis Clark                                                             | 5 583                                                                    | 25,1                                                                     |

| Élection de 2022 du 4e district congressionnel du Wisconsin | Élection de 2022 du 4e district congressionnel du Wisconsin | Élection de 2022 du 4e district congressionnel du Wisconsin | Élection de 2022 du 4e district congressionnel du Wisconsin | Élection de 2022 du 4e district congressionnel du Wisconsin |
| ----------------------------------------------------------- | ----------------------------------------------------------- | ----------------------------------------------------------- | ----------------------------------------------------------- | ----------------------------------------------------------- |
| Parti                                                       | Parti                                                       | Candidat                                                    | Votes                                                       | %                                                           |
|                                                             | Démocrate                                                   | Gwen Moore (sortante)                                       | 191 955                                                     | 75,3                                                        |
|                                                             | Républicain                                                 | Tim Rogers                                                  | 57 660                                                      | 22,6                                                        |
|                                                             | Indépendant                                                 | Robert Raymond                                              | 5 164                                                       | 2,0                                                         |
|                                                             | Write-In                                                    | Write-In                                                    | 233                                                         | 0,1                                                         |
| Total des votes                                             | Total des votes                                             | Total des votes                                             | 255 012                                                     | 100 %                                                       |
|                                                             | Les Démocrates conservent                                   |                                                             |                                                             |                                                             |

### 2024
| Primaire démocrate de 2024 du 4e district congressionnel du Wisconsin | Primaire démocrate de 2024 du 4e district congressionnel du Wisconsin | Primaire démocrate de 2024 du 4e district congressionnel du Wisconsin | Primaire démocrate de 2024 du 4e district congressionnel du Wisconsin | Primaire démocrate de 2024 du 4e district congressionnel du Wisconsin |
| --------------------------------------------------------------------- | --------------------------------------------------------------------- | --------------------------------------------------------------------- | --------------------------------------------------------------------- | --------------------------------------------------------------------- |
| Parti                                                                 | Parti                                                                 | Candidat                                                              | Votes                                                                 | %                                                                     |
|                                                                       | Démocrate                                                             | Gwen Moore (sortante)                                                 | 85 017                                                                | 100 %                                                                 |

| Primaire républicaine de 2024 du 4e district congressionnel du Wisconsin | Primaire républicaine de 2024 du 4e district congressionnel du Wisconsin | Primaire républicaine de 2024 du 4e district congressionnel du Wisconsin | Primaire républicaine de 2024 du 4e district congressionnel du Wisconsin | Primaire républicaine de 2024 du 4e district congressionnel du Wisconsin |
| ------------------------------------------------------------------------ | ------------------------------------------------------------------------ | ------------------------------------------------------------------------ | ------------------------------------------------------------------------ | ------------------------------------------------------------------------ |
| Parti                                                                    | Parti                                                                    | Candidat                                                                 | Votes                                                                    | %                                                                        |
|                                                                          | Républicain                                                              | Tim Rogers                                                               | 13 382                                                                   | 71,4                                                                     |
|                                                                          | Républicain                                                              | Purnima Nath                                                             | 5 348                                                                    | 28,6                                                                     |

| Élection de 2024 du 4e district congressionnel du Wisconsin | Élection de 2024 du 4e district congressionnel du Wisconsin | Élection de 2024 du 4e district congressionnel du Wisconsin | Élection de 2024 du 4e district congressionnel du Wisconsin | Élection de 2024 du 4e district congressionnel du Wisconsin |
| ----------------------------------------------------------- | ----------------------------------------------------------- | ----------------------------------------------------------- | ----------------------------------------------------------- | ----------------------------------------------------------- |
| Parti                                                       | Parti                                                       | Candidat                                                    | Votes                                                       | %                                                           |
|                                                             | Démocrate                                                   | Gwen Moore (sortante)                                       | TBD                                                         | TBD                                                         |
|                                                             | Républicain                                                 | Tim Rogers                                                  | TBD                                                         | TBD                                                         |
|                                                             | Indépendant                                                 | Robert Raymond                                              | TBD                                                         | TBD                                                         |
|                                                             | Indépendant                                                 | Micah Leavitt (write-in)                                    | TBD                                                         | TBD                                                         |
|                                                             | Write-In                                                    | Write-In                                                    | TBD                                                         | TBD                                                         |
| Total des votes                                             | Total des votes                                             | Total des votes                                             | TBD                                                         | 100 %                                                       |
|                                                             |                                                             |                                                             |                                                             |                                                             |